# Liste der Weihbischöfe in Speyer
Die Liste der Weihbischöfe in Speyer stellt die Weihbischöfe im Bistum Speyer vor.

## Liste der Weihbischöfe in Speyer

### Einzelnennungen
- Jacobus, Augustinereremit – 1311
- Albert von Beichlingen – 1339
- Kuno von Kropsburg, Dominikaner – 1349
- Johannes, Dominikaner – 1373 und 1377
- Ludwig, Franziskaner – 1392, 1408, 1415

### Reihe
- Heinrich Bock, Karmelit – 1426–1443, Titularbischof von Myra
- Peter Spitznagel 1444–1465, Titularbischof von Myra
- Johannes Isenberg 1466–1484, Titularbischof von Thermopolis
- Stephan Karrer 1484–1486
- Heinrich Schertlin 1486–1511
- Lukas Schleppel 1512–1519
- Anton Engelbrecht[1] 1520–1525
- Nikolaus Schigmers 1526–1541, Titularbischof von Daulia
- Georg Schweicker 1543–1563, Titularbischof von Daulia
- Matthias Ob 1563–1572, Titularbischof von Daulia
- Heinrich Fabricius 1575–1595, Titularbischof von Daulia
- Dionys Burckard 1595–1605, Titularbischof von Daulia
- Theobald Mansharter 1606–1610, Titularbischof von Daulia
- Johannes Streck 1611, Titularbischof von Daulia
- Gangolf Ralinger 1623–1663, Titularbischof von Daulia
- Johann Brassart 1673–1684, Titularbischof von Daulia
- Johann Philipp Burkard 1685–1698, Titularbischof von Tripolis in Phoenicia
- Peter Cornelius von Beyweg 1700–1744, Titularbischof von Methone
- Johann Adam Buckel[2] 1745–1771, Titularbischof von Caradena
- Johann Andreas Seelmann[3][4] 1772–1789, Titularbischof von Tremithus
- Philipp Anton Schmidt[5] 1790–1805 Titularbischof von Thermae Basilicae

### Neues Bistum
- Ernst Gutting 1971–1994
- Otto Georgens seit 1995 Titularbischof von Gubaliana